# Марийские украшения
Марийские украшения (луговомар. Марий шийдарман) — обязательная принадлежность марийского костюма, съёмное, подвижное убранство из различных материалов: металла, монет, бисера, бус, блёсток, раковин-каури, позумента, пуговиц, бахромы, тесьмы и др.
По археологическим материалам различные металлические головные, шейные, нагрудные, наручные ювелирные украшения богато представлены у марийцев в IX—XI веках. Металлическими украшениями отделывались одежда, головные уборы, обувь и другие части и детали костюма. В связи с запретом кузнечного ремесла у марийцев, по царскому указу в конце XVII века, за два столетия технология и навыки ювелирного мастерства были утеряны, что привело к изменению характера материалов для украшений.
Наряду с металлом широко стали применяться монеты, бисер, раковины-каури. Женский традиционный костюм, особенно праздничный, включал целый набор разнообразных украшений: головные, налобные, затылочные, наушные, головные повязки, накосные, шейные, чересплечные, для рук, поясные. Монеты нашивались на плотную ткань или кожу. Небольшие шейные ожерелья из бус, бисера, монет носили маленькие девочки. Полный набор украшений девушка надевала, достигнув половой зрелости, на девичий праздник Удырпура (Удырсий; луговомар. Ӱдырпура, Ӱдырсий).
Полный набор украшений надевался также на праздники и свадьбу. Богатый набор украшений был в костюме женщин фертильного возраста, у пожилых их было минимальное количество. У состоятельных носительниц в украшениях присутствовали серебряные монеты крупного достоинства, у небогатых — мелкого достоинства, жетоны. Украшения были мерилом богатства. В начале XX века украшения коснулась тенденция упрощения — наиболее сложные и неудобные формы вышли из употребления. 